# Sicyopus
Sicyopus é um género de peixe da família Gobiidae.
Este género contém as seguintes espécies:
- Sicyopus axilimentus
- Sicyopus jonklaasi